# Xương đỉnh
Xương đỉnh (tiếng Anh: Parietal bone; /pəˈraɪɪtəl/) là hai xương ở sọ người, nối với nhau tại một khớp xơ, tạo thành mặt và vòm của xương sọ. Mỗi xương có dạng hình tứ giác lồi lõm, có hai bề mặt, bốn đường tiếp giáp và bốn góc. Xương đỉnh được đặt tên theo tiếng Latin là paries (-ietis).

## Bề mặt

### Bên ngoài
Mặt ngoài (hình 1) rất nhẵn và lỗi, được đánh dấu gần trung tâm bởi một lồi đỉnh, cho biết thời điểm hóa xương bắt đầu.

### Bên trong
Mặt trong (hình 2) rất lõm; nó biểu hiện sự chán nản tương ứng với các vòng xoáy của não và nhiều đường rãnh, để phân chia động mạch màng não giữa
- Hình 1: Xương đỉnh trái, mặt ngoài
- Hình 2: Xương đỉnh trái, mặt trong.
- Xương đỉnh trái (hiển thị màu xanh lá cây). Ảnh động dừng ở một vài giây tại mặt trong và mặt ngoài.

## Đường
- Đường khớp dọc (tiếng Anh: agittal border) dài nhất và dày nhất có răng cưa (răng giả) và các khớp nối với các đường ở phía đối diện.
- Đường rìa trước (tiếng Anh: frontal border) có răng cưa sâu và tạo thành góc xiên với chi phí cho mặt ngoài ở trên và mặt trong ở dưới; nó khớp nối với xương trán tạo thành một nửa đường khớp vanh.

- Hộp sọ nhìn từ đỉnh. Đường khớp dọc chia thành hai xương đỉnh phải và trái.
- Đướng khớp vành. Nó phân chia thành xương đỉnh và xương trán.
- Đường khớp trai. Nó phân chia thành xương đỉnh và xương thái dương.
- Đường khớp lam da. Nó phân chia thành xương đỉnh và xương chẩm.

## Hình ảnh minh họa

Vị trí của xương đỉnh (màu xanh lá cây). Ảnh động.
Hình dạng của xương đỉnh. Ảnh động.
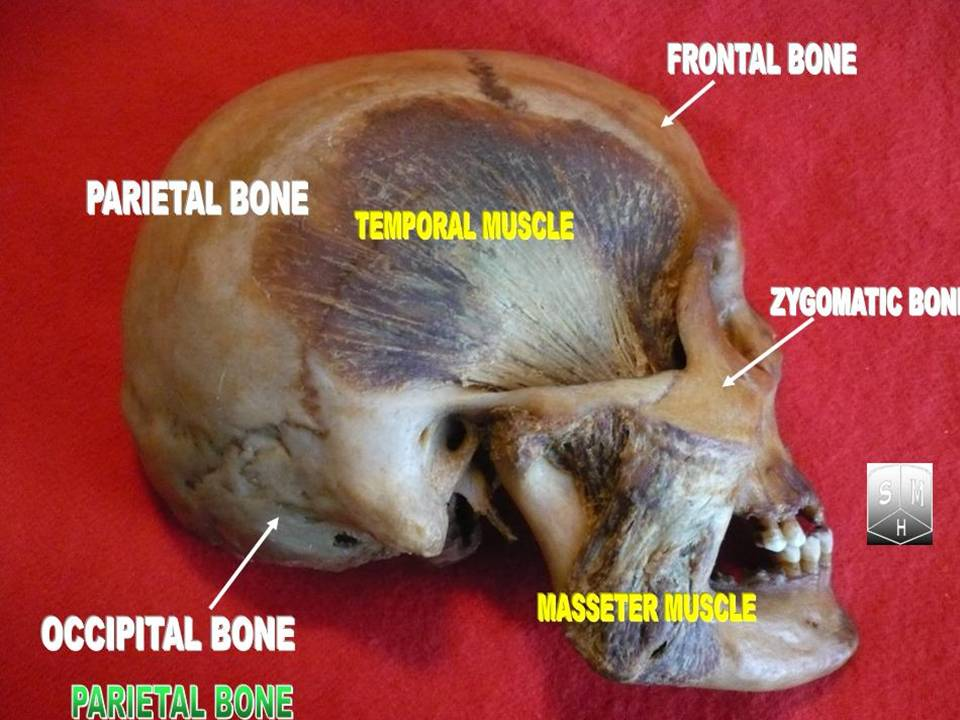
Xương đỉnh
Xương sọ
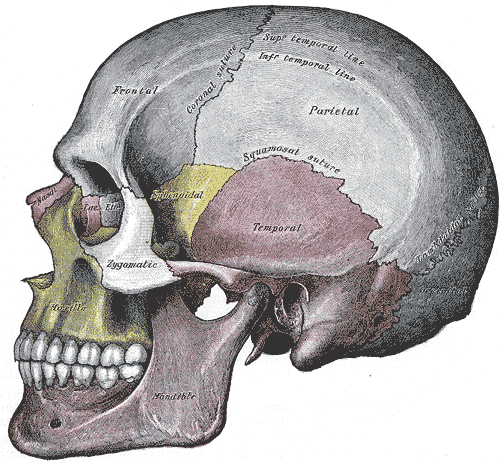
Điểm nhìn của hộp sọ.
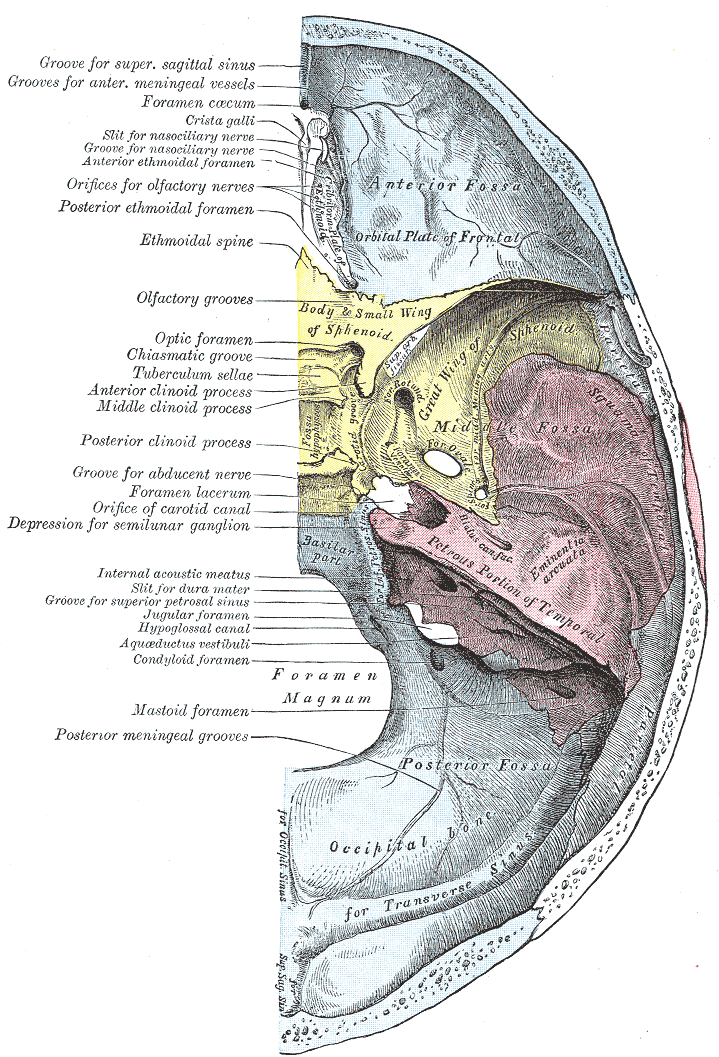
Cơ sở của hộp sọ. Mặt dưới.
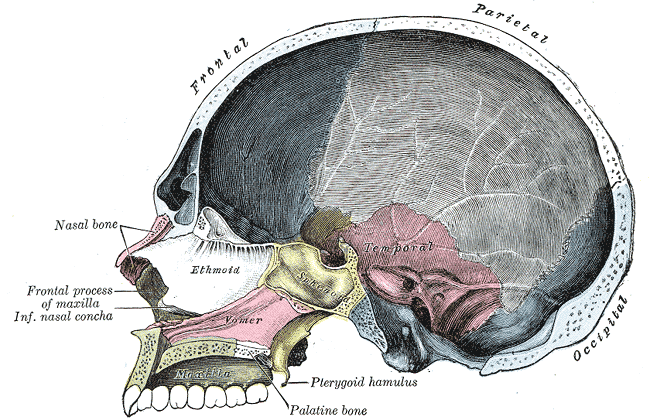
Phần đối xứng dọc của sọ.
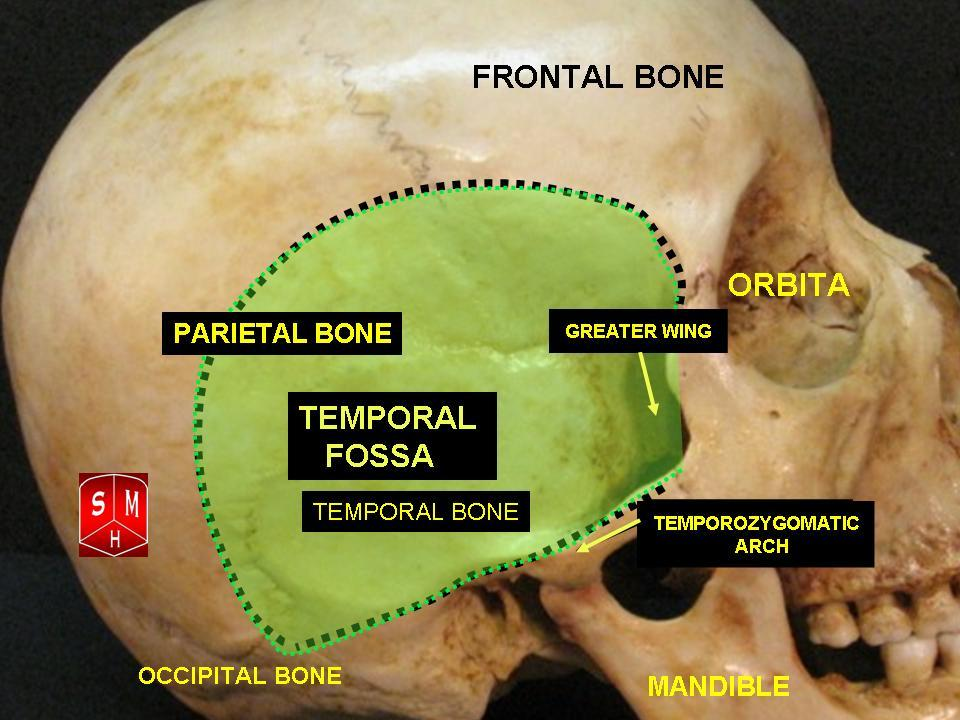
Xương chậu và xương sọ
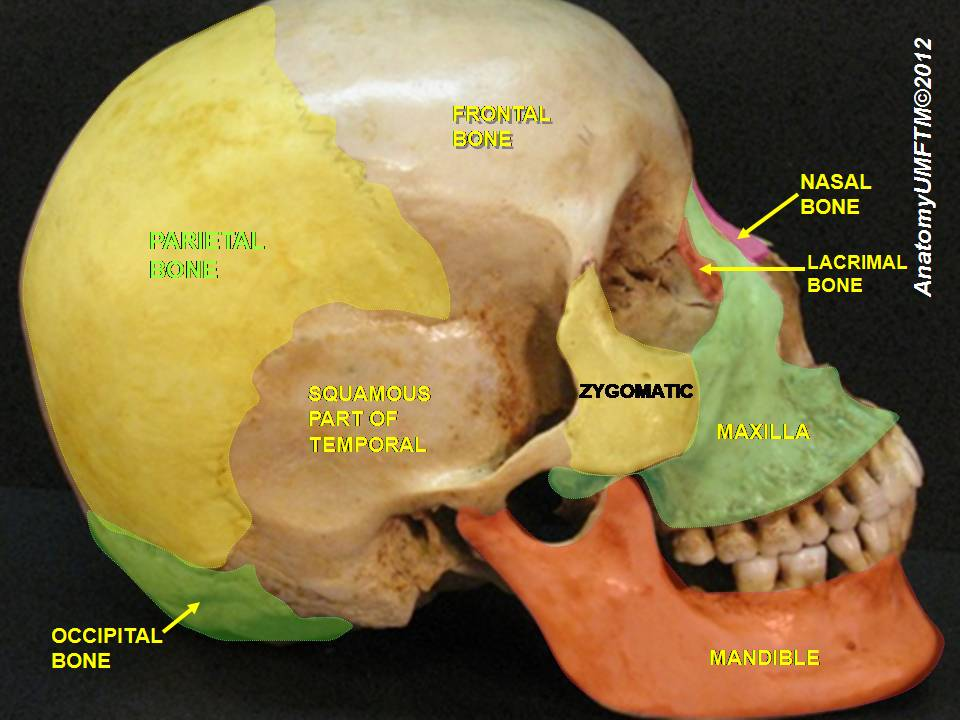
Xương sọ
Trajectory of the missile through President Kennedy's skull. The bullet struck posterior part of his right parietal bone from behind.
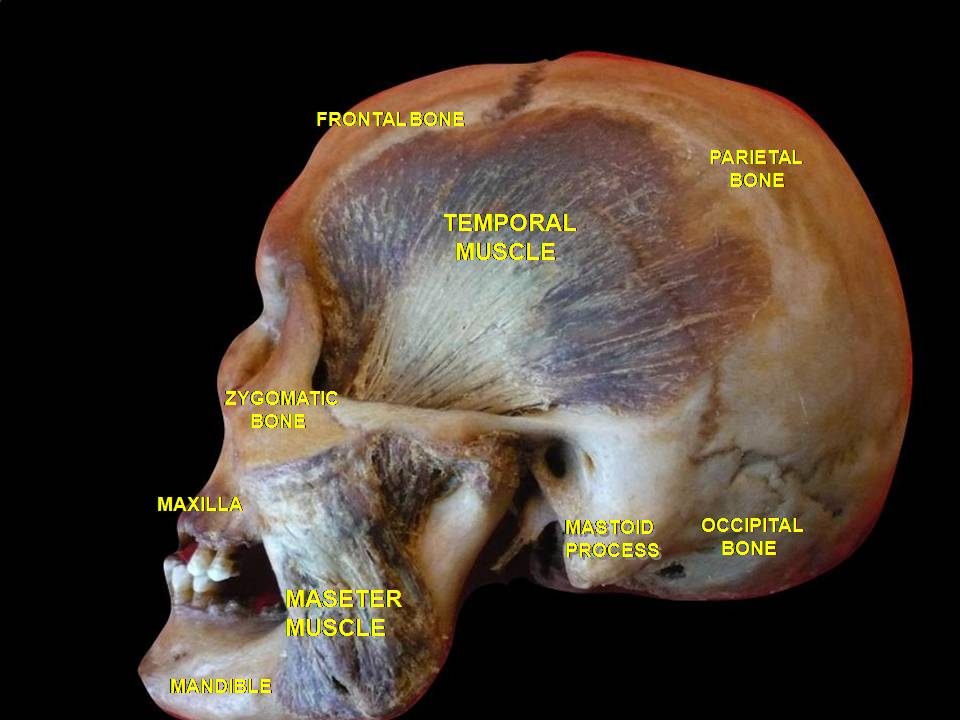
Cephalic extremity.Original mummification.